# Малина (хижа)
Вижте пояснителната страница за други значения на Малина.
„Малина“ или „Калугера“ е хижа в Среден Пирин, разположена в местността Долен калугер в подножието на Бойков връх на височина от 1571 метра. Хижата е електрифицирана и водоснабдена и разполага с 40 места в стаи с 2 и 3 легла. Стопанисва се от Туристическо дружество „Еделвайс“, град Сандански.
До хижата води 15 км път от село Пирин. В началото пътят е асфалтиран, а последните 4 км се върви по горски път.
От тук започват няколко туристически маршрута до: хижа Попови ливади (5 часа и 30 минути), хижа Пирин (2 часа), седловината Тодорова поляна (2 часа), местността Горен калугер (20 минути), Бойков връх.